# 玛尔塔·马杰蒂
玛尔塔·马杰蒂（義大利語：Marta Maggetti，1996年1月10日—），意大利女子帆船运动员。她曾代表意大利参加2020年和2024年夏季奥林匹克运动会帆船比赛，其中2024年夏季奥运会获得一枚金牌。